# Emmeline Pethick-Lawrence
The Rt Hon. Emmeline Pethick-Lawrence, Baronessa Pethick-Lawrence, nata Emmeline Pethick, nota come The Lady Pethick-Lawrence (Clifton, 21 ottobre 1867 – Gomshall, 11 marzo 1954), è stata un'attivista, suffragetta e impegnata per i diritti delle donne britannica, nota per la campagna per il suffragio femminile, co-fondatrice del giornale Votes for Women, appartenente al partito Women's Social and Political Union, Suffragette Unite.

## Primi anni
La Pethick-Lawrence nacque a Bristol come Emmeline Pethick. Suo padre, Henry Pethick, era un uomo d'affari, un commerciante di pelli sudamericane, che divenne proprietario della Weston Gazette e questore della città di Weston. Era la seconda di 13 figli e fu mandata in collegio all'età di otto anni. Anche sua sorella minore, Dorothy Pethick (la decima figlia), era una suffragetta.

## Carriera e matrimonio
Dal 1891 al 1895 la Pethick lavorò come "sorella del popolo" per la missione metodista di West London a Cleveland Hall, vicino a Fitzroy Square. Aiutò Mary Neal a gestire un club femminile nella missione. Nel 1895 lei e Mary Neal lasciarono la missione per cofondare l'Espérance Club, un club per giovani donne e ragazze che non sarebbero state soggette ai vincoli della missione e avrebbero potuto sperimentare la danza e il teatro. La Pethick avviò anche Maison Espérance, una cooperativa di sartoria con un salario minimo, una giornata di otto ore e un programma di ferie.
Sposò Frederick Pethick-Lawrence nel 1901 dopo aver cambiato le sue opinioni politiche per essere più liberale. La coppia prese il nome congiunto Pethick-Lawrence e tenne conti bancari separati per avere autonomia.

## Attivismo

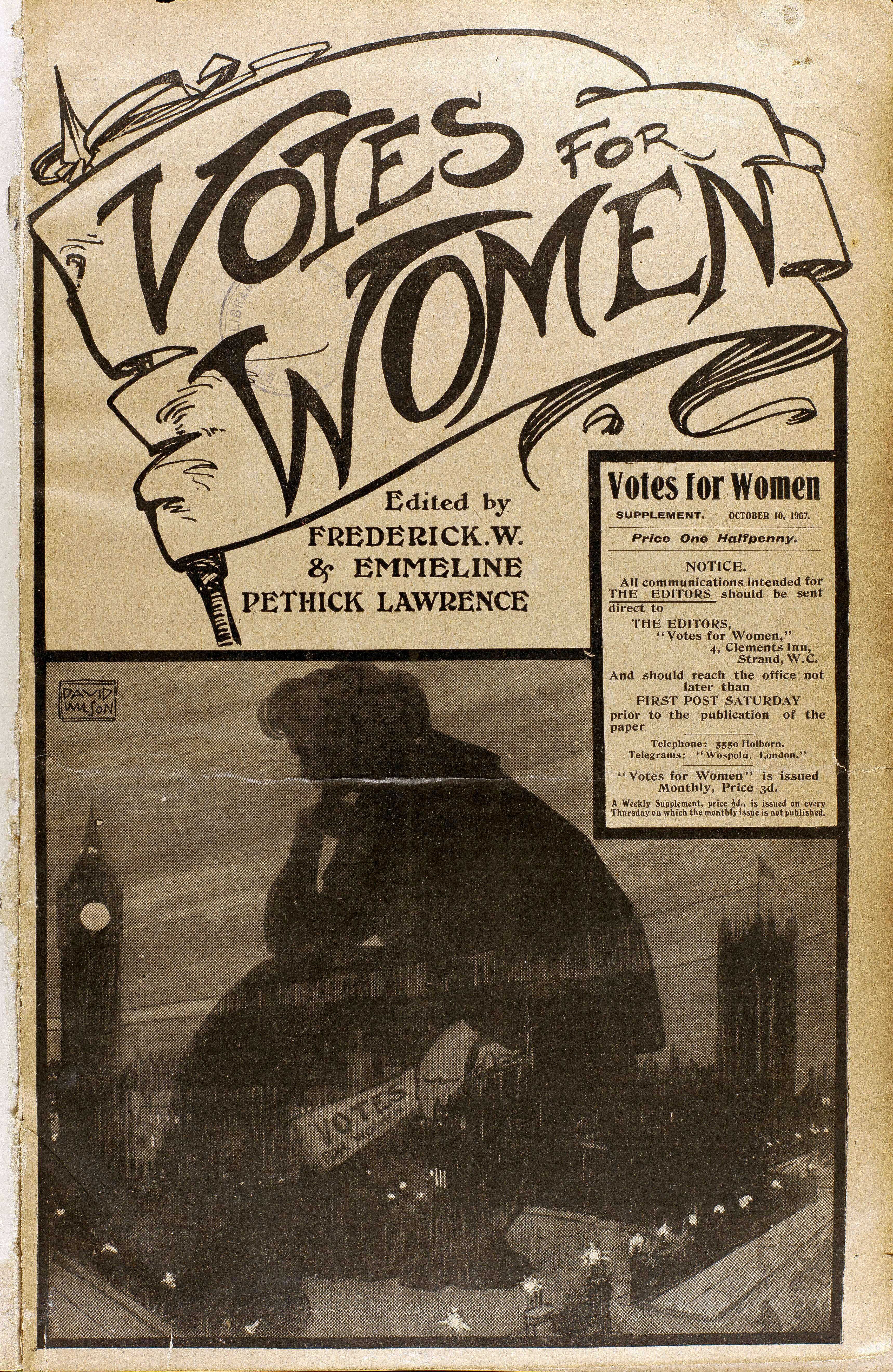
Votes for Women, il giornale delle suffragette fondato dai Pethick-Lawrences

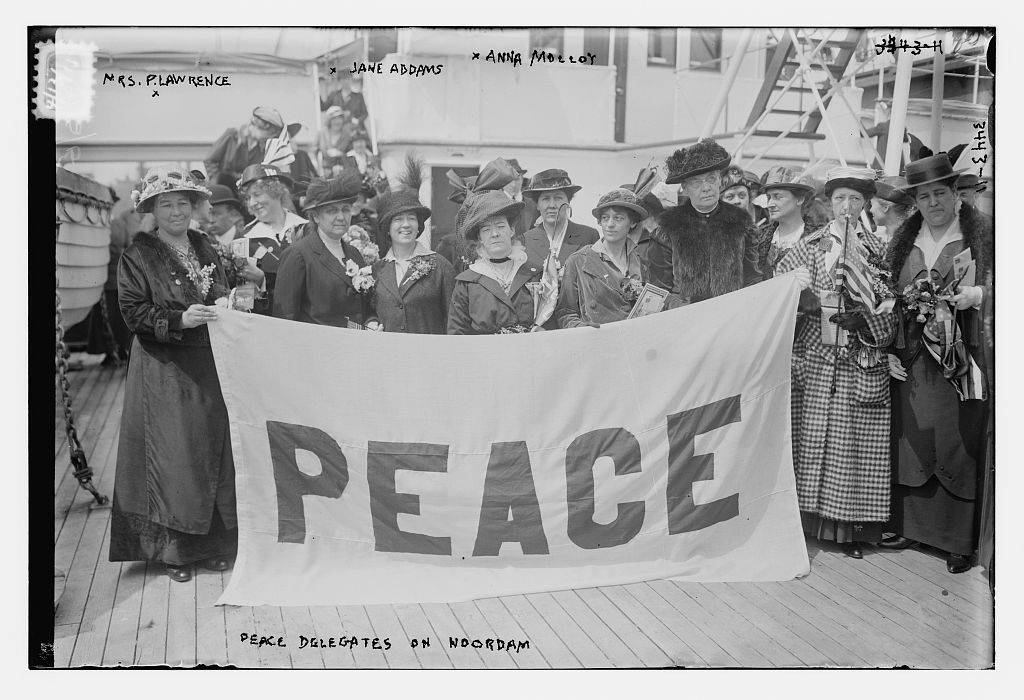
Pethick-Lawrence, a sinistra, con Women all'Aia nel 1915, tra cui Jane Addams e Annie E. Molloy

Pethick-Lawrence era un membro della Suffrage Society e fu presentato a Emmeline Pankhurst nel 1906. Divenne tesoriera della Women's Social and Political Union (WSPU), che aveva fondato nel 1903 e raccolse £ 134.000 in sei anni.
Pethick-Lawrence partecipà a una serie di eventi con Pankhurst, inclusa la visita fallita al Primo Ministro alla fine di giugno 1908, insieme a Jessie Stephenson, Florence Haig, Maud Joachim e Mary Phillips, dopo che le donne manifestanti furono trattate in modo violento ed un numero di arresti.
La Pethick-Lawrence fondò la pubblicazione Votes for Women con suo marito nel 1907. La coppia fu arrestata e incarcerata nel 1912 per cospirazione a seguito di manifestazioni che comportavano la rottura di finestre, anche se non erano d'accordo con quella forma di azione.
Nell'aprile 1913 Frederick Pethick-Lawrence fallì dopo essersi rifiutato di pagare le 900 sterline dei costi dei procedimenti giudiziari contro Emmeline Pethick-Lawrence, per cospirazione dello stesso e di Emmeline Pankhurst nell'Old Bailey per aver commesso danni alla proprietà. The Irish Times osservò mordacemente "Questo passaggio non significa che il signor Pethick-Lawrence è insolvente, perché è un uomo ricco."
Dopo essere stati rilasciati dalla prigione i Pethick-Lawrence furono estromessi senza tante cerimonie dalla WSPU da Emmeline Pankhurst e sua figlia Christabel, a causa del loro continuo disaccordo sulle forme più radicali di attivismo a cui i Pethick-Lawrences si opponevano. Anche sua sorella Dorothy Pethick lasciò la WSPU per protestare contro il loro trattamento, avendone precedentemente preso parte ed essendo stata incarcerata per azione militante. I Pethick-Lawrence si unirono quindi ad Agnes Harben e ad altri dando vita agli United Suffragists, che rilevò la pubblicazione di Votes for Women ed era aperto a donne e uomini, militanti e non militanti.
Nel 1938 Pethick-Lawrence pubblicò le sue memorie, che discutono della radicalizzazione del movimento per il suffragio poco prima della prima guerra mondiale. Emmeline fu impegnata nella creazione della Suffragette Fellowship con Edith How-Martyn per documentare il movimento.
Nel 1945 divenne Lady Pethick-Lawrence quando suo marito fu nominato barone.

## Riconoscimento postumo
Il nome e l'immagine di Pethick-Lawrence (e quelli di altre 58 sostenitrici del suffragio femminile) sono sul piedistallo della statua di Millicent Fawcett in Parliament Square, Londra, inaugurata nel 2018.
Una targa blu è stata svelata in onore di Pethick-Lawrence dal Weston Town Council e dalla Weston Civic Society nel marzo 2020. È stata collocata su un muro Lewisham House, Weston-super-Mare (conosciuta come "Trewartha" perché aveva vissuto lì per quattordici anni da bambina).

## Fondazioni, organizzazioni, insediamenti ed altri
- Espérance Club
- Gilda delle povere creature coraggiose
- Partito Laburista Indipendente
- Kibbo Kift
- West London Methodist Mission[14]
- Lega Internazionale delle Donne per la Pace e la Libertà
- Unione Sociale e Politica delle Donne  (WSPU)
- Hugh Price Hughes
- Mark Guy Pearse, che Lady Pethick-Lawrence descrisse come "la più grande influenza sulla prima metà della mia vita".[15]
- Organizzazioni per il Suffragio Femminile